# Rohoznianska jelšina
Rohoznianska jelšina je přírodní rezervace v oblasti Poľana.
Nachází se v katastrálním území města Brezno v okrese Brezno v Banskobystrickém kraji. Území bylo vyhlášeno či novelizováno v roce 1986 na rozloze 4,4900 ha. Ochranné pásmo nebylo stanoveno.